# Louise Hansson
Louise Maria Hansson (* 24. November 1996 in Helsingborg, Schweden) ist eine schwedische Schwimmerin.

## Leben
Louise Hanssons Geschwister sind die Schwimmerin Sophie Hansson und der Schwimmer Gustaf Hansson. Von 2012 bis 2016 besuchte Hansson die weiterführende Schule Filbornaskolan in Helsingborg. Von 2016 bis 2020 studierte Hansson BBA an der University of Southern California. Seit 2020 studiert sie MIB an der Loughborough University.
2012 wurde Hansson für den Schwedischen Sportpreis (schwedisch Svenska idrottsgalan) in der Kategorie Newcomer des Jahres (schwedisch Årets Nykomling) nominiert, gewann den Preis jedoch nicht.

## Karriere
Erste internationale Erfolge feierte Hansson 2011 an den Europäischen Jugendschwimmmeisterschaften, wo sie Gold und Silber gewann. Im selben Jahr gewann sie am Schwimm-Weltcup Silber und Bronze.
Im darauf folgenden Jahr gewann Hansson an den Europäischen Jugendschwimmmeisterschaften Gold und an den Schwimmeuropameisterschaften Silber. Ebenfalls 2012 gewann Hansson am Schwimm-Weltcup 2012 zweimal Silber und zweimal Bronze.
An den Kurzbahneuropameisterschaften 2013 gewann Hansson zweimal Silber.
An den darauf folgenden Schwimmeuropameisterschaften 2014 gewann sie einmal Gold und zweimal Silber.
2015 erreichte Hansson an den Schwimmweltmeisterschaften Silber und an den Kurzbahneuropameisterschaften Silber und Bronze.
An den Schwimmeuropameisterschaften 2016 gewann Hansson Bronze. An den Olympischen Sommerspielen im selben Jahr erreichte sie keinen Platz auf dem Podest.
2017 gewann Hansson an den Kurzbahneuropameisterschaften Silber.
Am Schwimm-Weltcup 2019 gewann Hansson Gold.
2021 gewann Hansson am Schwimm-Weltcup einmal Gold und zweimal Silber und an den Schwimmeuropameisterschaften 2020 einmal Bronze. Zudem nahm Hansson an den Olympischen Sommerspielen 2020 teil, verfehlte aber das Podest.